# Myctophum asperum
Myctophum asperum es una especie de pez del género Myctophum.

## Descripción
Cuenta con 12-14 radios blandos dorsales, 17-20 radios blandos anales, 5 escamas luminosas en la glándula supracaudal, ausencia de espinas dorsales y anales. Esta especie cuenta con ojos grandes y crece hasta una longitud total máxima de aproximadamente 8,5 cm (3,3 pulgadas). También se compone de escamas de varios colores y de fotóforos sobre los flancos, lo que le permite ver en las grandes profundidades, siendo una especie batipelágica que puede alcanzar los 1948 m.

## Distribución
Se distribuye por el oeste del océano Atlántico, desde Brasil hasta el golfo de México, al oriente del océano Atlántico, desde Mauritania hasta Sudáfrica, parte noroeste del Atlántico, cerca de Canadá, en la región Indo-Pacífica: norte y sur ecuatorial, Australia y Pacífico Centro-Oriental, el mar de la China Meridional y mar de la China Oriental. Las larvas también se han encontrado en el estrecho de Taiwán.